# Босх: Наследие
«Босх:Наследие» (англ. Bosch: Legacy) — американский детективный телесериал, выходивший на сервисе Amazon Frevee с 2022 по 2025 год. Главную роль детектива полиции Лос-Анджелеса в отставке, а ныне частного детектива Гарри Босха исполнил Титус Уэлливер.  Сам сериал является  спин-оффом сериала «Босх». 
Сериал состоит из  3 сезонов.

## Обзор сезонов
Первый сезон выходил с 6 по 27 мая 2022 года . Основан на книгах «Другая сторона прощания» и «Ночной огонь».
Второй сезон выходил с 20 октября 2023 года. Основан на книгах «Другая сторона прощания» и «Переступить черту».
Третий сезон выходил с 27 марта 2025 по 17 апреля 2025 года. Основан на книгах «Звезда пустыни» и «Чёрный лёд». Студия объявила, что сезон является финальным.

## Роли
- Титус Уэлливер — детектив Иероним «Гарри» Босх
- Мими Роджерс — Хани Чендлер
- Мэдисон Линтц — Мэделин Босх
- Стивен Чанг — Морис Басси

## Список эпизодов

### Сезон 1 (2022)
| № общий | № в сезоне | Название                                                  | Режиссёр          | Автор сценария                  | Дата премьеры |
| ------- | ---------- | --------------------------------------------------------- | ----------------- | ------------------------------- | ------------- |
| 1       | 1          | «The Wrong Side of Goodbye» «Другая сторона прощания»     | Зетна Фуэнтес     | Майкл Коннелли и Эрик Овермайер | 6 мая 2022    |
| 2       | 2          | «Pumped» «Насосная станция»                               | Патрик Кэди       | Том Бернандо                    | 6 мая 2022    |
| 3       | 3          | «Message in a Bottle» «Послание в бутылке»                | Алекс Закржевский | Наоми Лизука                    | 6 мая 2022    |
| 4       | 4          | «Horseshoes and Hand Grenades» «Подковы и ручные гранаты» | Патрик Кэди       | Барбара Карри                   | 6 мая 2022    |
| 5       | 5          | «Plan B» «План Б»                                         | Алекс Закржевский | Крис Ву                         | 13 мая 2022   |
| 6       | 6          | «Chain of Authenticity» «Цепочка подлинности»             | Шарат Раджу       | Том Бернардо и Эрик Овермайер   | 13 мая 2022   |
| 7       | 7          | «One Of Your Own» «Один из своих»                         | Хагар Бен-Ашер    | Наоми Лизука и Бенджамин Питтс  | 20 мая 2022   |
| 8       | 8          | «Bloodline» «Кровная линия»                               | Эрнест Дикенсон   | Осокве Васкез                   | 20 мая 2022   |
| 9       | 9          | «Cat Got a Name?» «У кошки есть имя?»                     | Кейт Вудс         | Эрик Овермайер                  | 27 мая 2022   |
| 10      | 10         | «Always/All Ways» «Всегда/Везде»                          | Адам Дэвидсон     | Майкл Коннелли & Титус Уэлливер | 27 мая 2022   |

### Сезон 2 (2023)
| № общий | № в сезоне | Название                                                             | Режиссёр          | Автор сценария                    | Дата премьеры   |
| ------- | ---------- | -------------------------------------------------------------------- | ----------------- | --------------------------------- | --------------- |
| 11      | 1          | «The Lady Vanishes» «Леди исчезает»                                  | Шарат Раджу       | Том Бернандо                      | 20 октября 2023 |
| 12      | 2          | «Zzyzx» «Зайзикс»                                                    | Шарат Раджу       | Крис Дауни                        | 20 октября 2023 |
| 13      | 3          | «Inside Man» «Внутренний человек»                                    | Патрик Кэди       | Наоми Лизука                      | 20 октября 2023 |
| 14      | 4          | «Musso & Frank» «Муссо и Фрэнк»                                      | Тауния Маккирнан  | Осокве Васкез                     | 20 октября 2023 |
| 15      | 5          | «Hollywood Forever» «Голливуд навсегда»                              | Лесли Либман      | Крис Ву                           | 27 октября 2023 |
| 16      | 6          | «Dos Matadores» «Убийцы»                                             | Алекс Закржевский | Эмили Рэгсдейл                    | 27 октября 2023 |
| 17      | 7          | «I Miss Vin Scully» «Я скучаю по Вину Скалли»                        | Хаифа аль-Мансур  | Бенджамин Питтс                   | 3 ноября 2023   |
| 18      | 8          | «Seventy-Four Degrees in Belize» «Семьдесят четыре градуса в Белизе» | Логан Кибенс      | Кевин Коннагхан и Валери Уэйкфилд | 3 ноября 2023   |
| 19      | 9          | «Escape Plan» «План побега»                                          | Эрнест Дикенсон   | Майкл Коннелли & Титус Уэлливер   | 10 ноября 2023  |
| 20      | 10         | «A Step Ahead» «На шаг впереди»                                      | Патрик Кэди       | Том Бернардо и Эрик Овермайер     | 10 ноября 2023  |

### Сезон 3 (2025)
| № общий | № в сезоне | Название                                                         | Режиссёр          | Автор сценария                  | Дата премьеры  |
| ------- | ---------- | ---------------------------------------------------------------- | ----------------- | ------------------------------- | -------------- |
| 21      | 1          | «Goes Where it Goes» «Идет туда, куда идет»                      | Шарат Раджу       | Эрик Овермайер                  | 27 марта 2025  |
| 22      | 2          | «Bosching Bosch»                                                 | Шарат Раджу       | Том Бернардо и Кайл Лонг        | 27 марта 2025  |
| 23      | 3          | «Blankie» «Одеяльце»                                             | Тауния Маккирнан  | Брайан Энтони и Эмили Рэгсдейл  | 27 марта 2025  |
| 24      | 4          | «Whippoorwills» «Виппурвиллы»                                    | Алекс Закржевский | Алекса Джандж                   | 27 марта 2025  |
| 25      | 5          | «F***ing Politics» «Чертовы политики»                            | Эрнест Дикенсон   | Кайл Лонг                       | 3 апреля 2025  |
| 26      | 6          | «Broken Order» «Нарушенный порядок»                              | Адам Дэвидсон     | Брайан Энтони                   | 3 апреля 2025  |
| 27      | 7          | «Welcome to the Other Side» «Добро пожаловать на другую сторону» | Катрель Н Киндед  | Эмили Рэгсдейл                  | 10 апреля 2025 |
| 28      | 8          | «La Zona Rosa» «Ла Зона Роза»                                    | Патрик Кэди       | Кевин Коннагхан и Джанет Тиелке | 10 апреля 2025 |
| 29      | 9          | «Badlands» «Пустоши»                                             | Адам Дэвидсон     | Том Бернардо                    | 17 апреля 2025 |
| 30      | 10         | «Dig Down» «Копайте вниз»                                        | Джет Уилкинсон    | Майкл Коннелли & Митзи Робертс  | 17 апреля 2025 |